# Relaciones España-Mónaco
Las relaciones España-Mónaco son las relaciones bilaterales entre estos dos países. Mónaco tiene una embajada en Madrid y ocho consulados en Barcelona, Bilbao, Ibiza, Madrid, Málaga, Palma de Mallorca, Santa Cruz de Tenerife y Valencia. España no tiene una embajada en Mónaco, pero su embajada en París está acreditada para este país.

## Historia
En 1876, el rey Alfonso XII autorizó la creación de una legación del Principado de Mónaco en Madrid. Desde entonces, el Principado mantuvo ininterrumpidamente su representación en la capital de España hasta que, en la década de los años 30 y como consecuencia primero de la guerra civil española y después de la guerra mundial, la legación se cerró. Tras la implantación de la Segunda República, Mónaco fue uno de los lugares de residencia del rey Alfonso XIII en el exilio.
Tras la guerra civil, Mónaco tuvo buenas relaciones con la dictadura franquista. En 1956 España se convirtió en el escenario de la luna de miel del príncipe Rainiero III y de la princesa Gracia, donde tuvieron una audiencia en el Palacio del Pardo con Francisco Franco. La reina española consorte de Alfonso XIII, Victoria Eugenia de Battenberg fue la madrina del príncipe Alberto. En 1966 ambos príncipes asistieron a la boda entre el príncipe Juan Carlos y Sofía de Grecia. Tras la muerte de Franco en 1975, el príncipe Rainiero fue uno de los pocos jefes de Estado que asistieron al funeral. En 1981 la princesa Grace realizó una visita de estado a España donde fue recibida en el Palacio de Oriente y en el Palacio de la Zarzuela por Juan Carlos I y la reina Sofía. En 1981 y tras la muerte de la princesa Grace, los condes de Barcelona, don Juan de Borbón y María de las Mercedes atendieron sus exequias.
En 1996, Mónaco abrió una embajada en Madrid, y actualmente el Principado de Mónaco está representado en España a través de un Embajador residente en Madrid. En 2005, Juan Carlos I atendió el funeral del príncipe Rainiero III.
España nombró primer embajador en Mónaco con residencia en París a Carlos Bastarreche en noviembre de 2013, que fue sucedido por Ramón de Miguel el 1 de agosto de 2014.

## Tratados y Acuerdos
- Canje de notas sobre supresión de la obligatoriedad del pasaporte para facilitar el turismo entre España y Mónaco, de 13 de abril y 26 de junio de 1978.[6]
- Convenio Europeo de Extradición (nº 24 del Consejo de Europa) de 13 de diciembre de 1957. Fue ratificado por Mónaco el 30 de enero de 2009 y entró en vigor el 1 de mayo de 2009. España lo ratificó el 7 de mayo de 1982.[6]

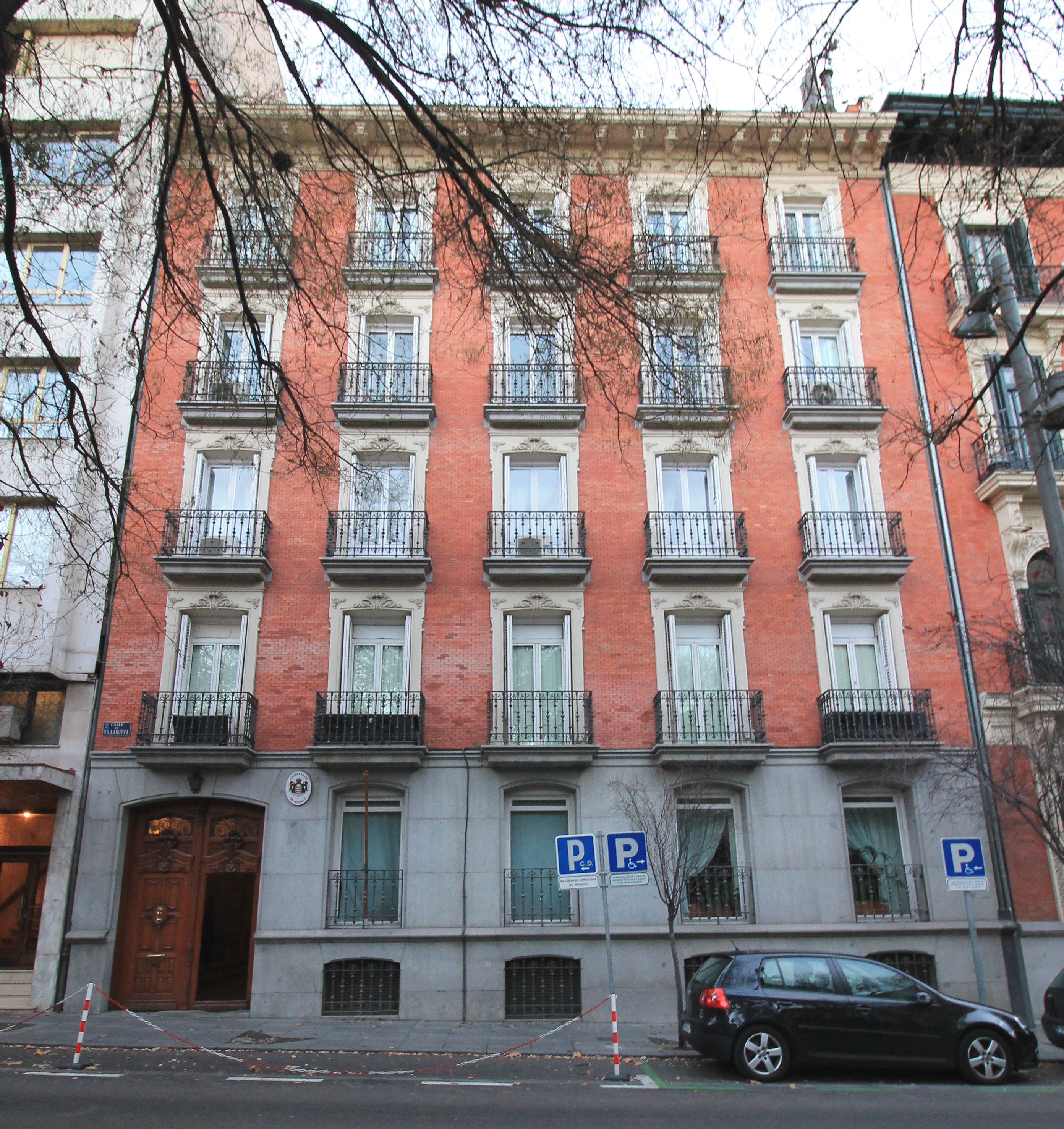
Embajada de Mónaco en Madrid

## Misiones diplomáticas
- España está acreditado para Mónaco a través de su embajada en París, Francia y mantiene un consulado honorario en Mónaco.[7]
- Mónaco mantiene una embajada en Madrid y consulados honorarios en Barcelona, Bilbao, Ibiza, Madrid, Málaga, Palma de Mallorca, Santa Cruz de Tenerife y Valencia.